# Биржил
Биржил (фр. Burgille) насеље је и општина у источној Француској у региону Франш-Конте, у департману Ду која припада префектури Безансон.
По подацима из 2011. године у општини је живело 530 становника, а густина насељености је износила 57,11 становника/km². Општина се простире на површини од 9,28 km². Налази се на средњој надморској висини од 225 метара (максималној 315 m, а минималној 199 m).

## Демографија
| 1962. | 1968. | 1975. | 1982. | 1990. | 1999. | 2011. |
| ----- | ----- | ----- | ----- | ----- | ----- | ----- |
| 182   | 186   | 202   | 231   | 250   | 327   | 530   |

График промене броја становника у току последњих година